# 瓜里巴斯
瓜里巴斯（葡萄牙語：Guaribas）是巴西皮奥伊州的一个市镇。总面积4279.673平方公里，总人口4343人，人口密度1人/平方公里。